# Vimperk II
Vimperk II je největší místní částí města Vimperk v okrese Prachatice v Jihočeském kraji.
Nachází se zde Městská knihovna, autobusové nádraží, supermarkety Penny a Lidl, Mateřská škola I., arboretum, hřbitov, urnový háj, fotbalový a zimní stadion a koupaliště. V budově bývalé Integrované střední školy lesnické sídlí veřejná výzkumná instituce Tychon. V ulici Sklářská je fungující sklárna, která byla do druhé světové války byla majetkem rodu von Meyerswald.

## Historie
Vimperk II byl vimperskou částí v letech 1900–1920. Znovu se jí stala 1. července 1980.

## Obyvatelstvo
| Rok            | 1869 | 1880 | 1890  | 1900  | 1910  | 1921 | 1930  | 1950 | 1961 | 1970 | 1980  | 1991  | 2001  | 2011  | 2021  |
| -------------- | ---- | ---- | ----- | ----- | ----- | ---- | ----- | ---- | ---- | ---- | ----- | ----- | ----- | ----- | ----- |
| Počet obyvatel | 300  | 219  | 2 553 | 3 074 | 3 641 | 0    | 3 614 | 0    | 0    | 0    | 5 223 | 6 298 | 6 594 | 5 929 | 5 460 |
| Počet domů     | 13   | 13   | 170   | 204   | 228   | 210  | 295   | 0    | 0    | 0    | 372   | 402   | 441   | 507   | 535   |